# Haagoord
Haagoord is een buurtschap in de gemeente 's-Gravenhage ten oosten van het Prins Clausplein. Haagoord ligt aan de Veenweg en is omgeven door de nieuwbouw van de Haagse wijk Leidschenveen.
Stad: Den Haag     Buurtschap: Haagoord

Stadsdelen: Centrum · Escamp · Haagse Hout · Laak · Leidschenveen-Ypenburg · Loosduinen · Scheveningen · Segbroek

Bedrijventerreinen: Binckhorst · Forepark · Kerketuinen/Zichtenburg

Zuid-Holland: Steden en dorpen    Nederland: Provincies · Gemeenten